# أدونيس جاورجيادس
أدونيس جاورجيادس هو ناشر وكاتب وسياسي يوناني، ولد في 6 نوفمبر 1972 في إكالي في اليونان. نشط حزبياً في الديمقراطية الجديدة (1 مايو 2012 – 1 مايو 2012) (1 نوفمبر 2003 – 1 نوفمبر 2003).

## مناصب
- انتخب عضو البرلمان اليوناني  [لغات أخرى]‏ الديمقراطية الجديدة عن دائرة Athens B [الإنجليزية]‏ وقد انضم خلال فترته النيابية ‏ (3 أكتوبر 2015 – ) للكتلة البرلمانية الديمقراطية الجديدة.
- انتخب Minister of Health of Greece  [لغات أخرى]‏ Cabinet of Antonis Samaras [الإنجليزية]‏ (25 يونيو 2013 – 9 يونيو 2014).
- انتخب Deputy Minister of Development, Competitiveness and Shipping ‏ Cabinet of Lucas Papademos [الإنجليزية]‏ (11 نوفمبر 2011 – 11 فبراير 2012).
- انتخب عضو البرلمان اليوناني  [لغات أخرى]‏ Popular Orthodox Rally [الإنجليزية]‏ عن دائرة Athens B [الإنجليزية]‏ (16 سبتمبر 2007 – 17 فبراير 2012).

## وصلات خارجية
- الموقع الرسمي